# Kastell Cidamus

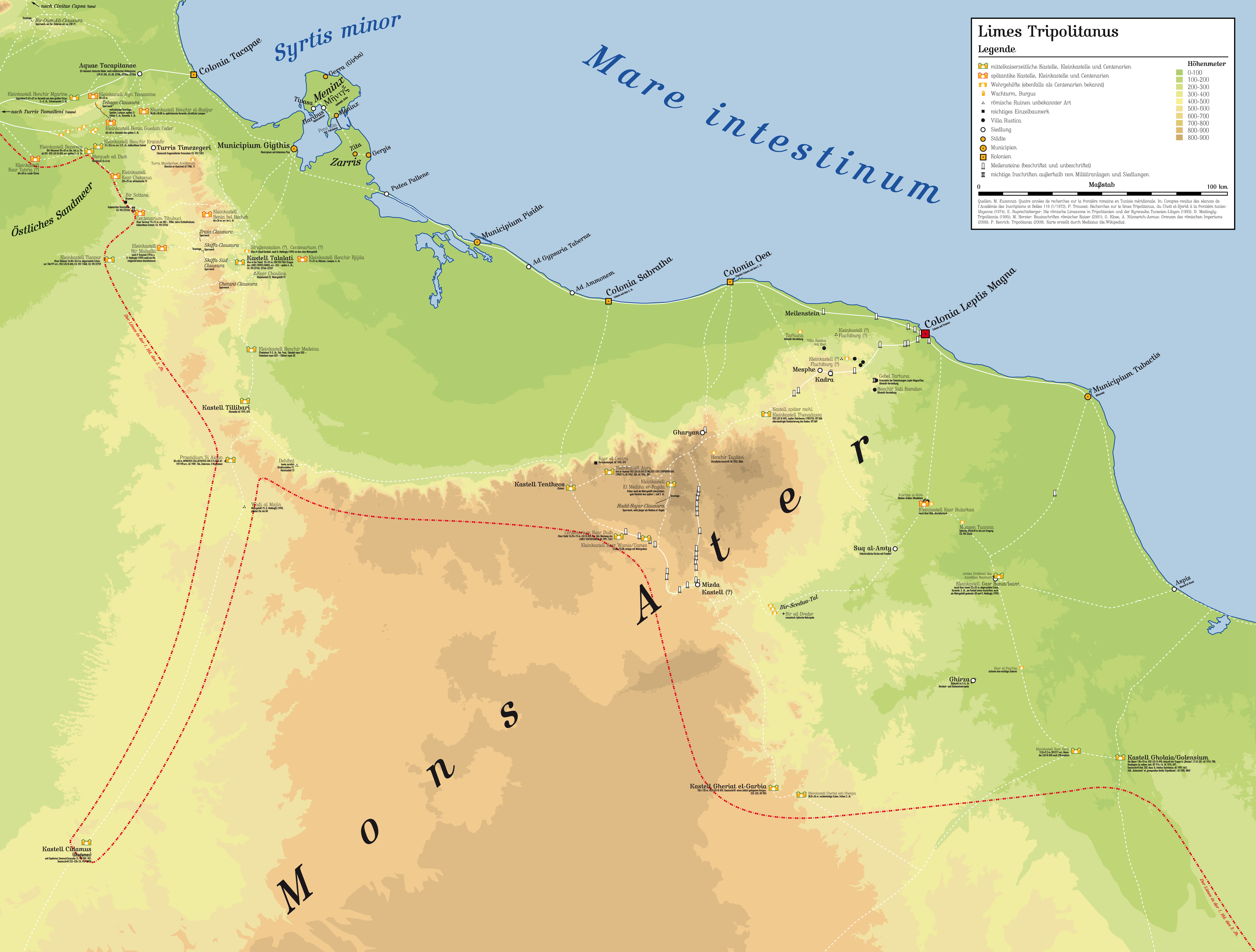
Das Kastell (unten links) als südlichster Außenposten des Limes Tripolitanus

Das Kastell Cidamus war ein römisches Militärlager, das bisher nur inschriftlich erschlossen ist. Die Garnison wurde zu einem kurzfristig wichtigen Außenposten. Ihr oblag insbesondere die Sicherung des hier ansässigen Handelszentrums. Der militärische Zusammenhalt mit dem Limes Tripolitanus in der Provinz Africa proconsularis erfolgte über die Karawanenstraße zum nördlich gelegenen Praesidium Si Aioun. Der Standort des Kastells wird auf der Gemarkung der heutigen ostlibyschen Grenzstadt Ghadames im Munizip Nalut vermutet.

## Lage
Der bereits in prähistorischer Zeit in einer sandigen Niederung entstandene Wüstenort liegt rund 340 Meter über dem Meeresspiegel. Im Umfeld erheben sich mehrere Zeugenberge. Nach Westen grenzt das Land an das Östliche Sandmeer, einem Teil der Wüste Sahara. Die östliche Topographie wird von dem ansteigenden Plateau der Hammada al-Hamra dominiert, dessen Tafelberge nach Norden hin immer deutlicher hervortreten. Von großer Bedeutung waren die aus Süden kommenden Karawanenrouten. Sie brachten vielfältige – in Rom teilweise als Luxusgüter gehandelte – exotische Waren und Gold nach Norden. Doch auch wichtige Grundnahrungsmittel wie das Steinsalz aus der Sahara, von dem bereits Herodot im 5. Jahrhundert v. Chr. berichtet, wurden hier verhandelt.

## Forschungsgeschichte
Die für die bisherigen Ergebnisse zu der militärischen Station von Cidamus wichtigen Forschungen sind eng mit den Grabungen italienischer Militärs in der ersten Hälfte des 20. Jahrhunderts verbunden. Von 1913 bis 1914 forschte der italienische Hauptmann Alessandro Pavoni in Ghadames, ihm folgte in der Zwischenkriegszeit der Major Ilo Perugini. Unter Hauptmann Giuseppe Bilotti, der von 1935 bis 1940 Untersuchungen durchführte, erfolgte 1935 eine erneute Aufdeckung des sogenannten „Asnams“ von Ghadames.

## Baugeschichte
Ein erster und gleichzeitig einer der wichtigsten Kämpfe um die Vorherrschaft in Tripolitanien fand höchstwahrscheinlich im Jahr 18 v. Chr. unter Lucius Cornelius Balbus Minor statt. Als Heerführer schlug dieser die Garamanten und Phazanii. Zu seinen Siegen zählte auch die Eroberung von Cidamus, die Hauptstadt der Phazanii. Diese Kämpfe sowie Cidamus wurden bereits von Plinius dem Älteren in seiner in den 70er Jahren des 1. Jahrhunderts n. Chr. entstandenen Naturalis historia erwähnt. Im 2. Jahrhundert wird die Stadt als Τιδαμήνσιοι (Tidamensi) von dem Geographen Claudius Ptolemäus genannt. Der spätantike Historiker Prokop berichtete im 6. Jahrhundert, dass die Bewohner der Stadt von alters her Verbündete Roms gewesen seien und ihre Verträge während der Regierungszeit des Kaisers Justinian I. (527–565) erneuerten. Wie die römischen Quellen im Weiteren berichten, lag zwischen den Phazanii und dem angrenzenden antiken Berbervolk der Garamanten der Mons Ater, zu dem die heutige Hammada al-Hamra gehört. Da jedoch auch der historische Fessan zum Territorium der Garamanten zählte, ist die antike Grenzziehung nur als grobe Lokalisierung zu betrachten. Die römischen Beziehungen zu den Phazanii ähnelten denen der Garamanten und die starke Anbindung von Cidamus an Rom im 1. und 2. Jahrhundert n. Chr. lässt sich neben der schriftlichen Beurkundung auch archäologisch belegen. So ließ sich römische Feinkeramik des 2. Jahrhunderts im Umkreis von 1,5 Kilometern um die heutige Oasenstadt feststellen. Deutliche Zeugnisse legte auch die Nekropole der Stadt ab. Sie zog sich über zwei Kilometer nach Westen an einer Ausfallstraße entlang und enthielt die regional typischen Asnam (Idole). Unter anderem durch sie konnten die Gräber als römisch-libysche Bestattungen identifiziert werden. Weiter regionaltypische Merkmale wiesen Grabinschriften auf, die teils eine Vermischung von römischen konventionellen Angaben mit bis heute unidentifizierbaren lateinischen Buchstabenzusammenstellungen zeigen.
Ausschlaggebend für die Errichtung einer Garnison in Cidamus war die bereits erwähnte verkehrsgeographisch vorteilhafte Lage sowie die logistische Schlüsselposition der Oasenstadt. Spekulationen über die Größe dieser Garnison sind bis heute nicht abgeschlossen. Möglicherweise wird das militärisch belegte Areal nicht über die Größe eines Kleinkastells hinausgegangen sein, wobei an eine Anlage wie das Kleinkastell Tisavar gedacht werden könnte. Die Besatzung wird zumindest eine geeignete Größe besessen haben, um diesen wichtigen Handelsplatz im Barbaricum für Rom zu sichern. Der Archäologe David J. Mattingly nahm an, dass die Fortifikation von Cidamus schon nach kurzer Zeit – möglicherweise im Zuge einer erneuten Verstärkung der nördlich gelegenen Reichsgrenze – aufgelöst wurde und die Phazanii wieder in ihren alten hegemonialen Bündniszustand mit Rom zurückkehrten. Als Zeitpunkt für dieses Ereignis bot der Archäologe die Errichtung des Centenariums Kasr Duib zwischen 244 und 246 n. Chr. an, das den nordöstlichen Rand der Hammada al-Hamra sicherte.

### Inschriften
Eine Militäranlage selbst scheint nach den bisher bekannten epigraphischen Zeugnissen erst während der Regierungszeit der Severer entstanden zu sein. Damals wurde der tripolitanische Limes neu organisiert, womit die Gründung etlicher neuer Grenzkastelle einherging. Einen deutlichen Hinweis auf die Präsenz einer Vexillation der Legio III Augusta gibt eine Bauinschrift, die während der 1935 am sogenannten Asnam durchgeführten Ausgrabungen ans Licht kam und bereits nach dem Zweiten Weltkrieg wieder verloren war. Die Namen des Kaisers Severus Alexander und seiner Mutter Iulia Mamaea wurden nach ihrer Ermordung 235 n. Chr. im Zuge einer Damnatio memoriae erradiert. Iulia Mamaea wird in dem Text als mater castrorum genannt. Diese Erhebung erfuhr sie mutmaßlich um 225 n. Chr., nach dem Tod ihrer Mutter Iulia Maesa, die bis dahin diesen Titel trug. Der fehlende Name des Statthalters, von dem nur die ersten beiden Buchstaben erhalten blieben, wird mit Fabius Fabianus ergänzt. Der mit seinem vollen Namen Caius Fabius Fabianus Vetilius Lucilianus genannte Legat ist in diesem Amt für die Regierungszeit des Severus Alexander verbürgt.
[Imp(eratori)] Caes(ari) M(arco) Aureli[o Severo]
〚[Ale]xandro〛 Pio Fel[ici Aug(usto)]
[et Iuli]ae 〚Mamaeae〛 Aug(ustae) [matri]
[Aug(usti) e]t castrorum sub Fa[bio]
[Fabiano l]eg(ato) Aug(usti) pr(o) pr(aetore) c(larissimo) v(iro) vexi[lla]-
[tio leg(ionis) III Au]g(ustae) P(iae) V(indicis) Severianae per
[...]uum c(enturionem) leg(ionis) eiusdem
[...] fecit
Übersetzung: „Dem [Kaiser] Caesar Marcus Aurelius [Severus] Alexander, dem Frommen, Glücklichen, [dem Augustus, und Julia] Mamaea, der Mutter des Augustus (Augusta) und der Militärlager. Unter Fabius Fabianus, Statthalter mit proprätorischen Befugnissen, dem hochangesehenen Mann, hat eine Abteilung der 3. Legion Augusta, die Treue, Retterin, „die Severische“, durch [...]uus, Zenturio der Legion, dies [...] errichtet.“
Die älteste bisher bekannte offizielle Inschrift aus Cidamus entstand während der Regierungszeit des aus Leptis Magna stammenden Kaisers Septimius Severus. Trotz ihrer starken Fragmentierung lassen die Reste noch eine genauere Datierung in die Jahre zwischen 209 und 211 n. Chr. zu. Das Stück wurde 1913 entdeckt. Das dritte „p“ in „Imppp“ wurde nach der Damnatio memoriae des ermordeten Kaisers Geta im Jahr 212 n. Chr. erradiert:
Impp〚p〛(eratoribus) Ca[es(aribus) ...]
Severo Pio [...]
Parth(ico) max(imo) [...]
Ein während der Regierungszeit des Kaisers Caracalla (211–217) entstandener, fragmentierter Votivaltar wurde 1948 an einer nicht mehr lokalisierbaren Stelle gefunden. Die Datierung der offiziell angelegten Inschrift ergibt sich aus der Nennung des Statthalters der Provinz Numidia, Marcus Valerius Senecio. Die Inschrift nennt auch den Namen der Stadt:
[---]
[prae]tendent[es]
[Cy]damis votu[m sol(verunt)]
[li]b(entes) sub Val[erio Sene]cione [leg(ato) Aug(usti)]
[pr(o)] pr(aetore) c(larissimo) [v(iro) ...]

### Mögliche bauliche Nachweise
Der Afrikareisende Henri Duveyrier (1840–1892) berichtete bei seinem Besuch in Ghadames über den baulich aus dem Verband der Stadtmauer herausstechenden nordwestlichen Eckturm. Sein Mauerwerk bestand aus kleinen Mauersteinen, die von einigen Ziegeln durchsetzt waren. Ein weiterer, bereits verstürzter Turm in der Nachbarschaft wies dieselben Merkmale auf. Duveyrier sah in der Stadt außerdem römische Säulen und Kapitelle, teilweise als Spolien verbaut in der Hauptmoschee.